# Jana Hájková-Mašková
Jana Hájková-Mašková (ur. 26 maja 1964) – czeska szachistka, mistrzyni międzynarodowa od 1984 roku.

## Kariera szachowa
W 1981 r. zdobyła w Bačkiej Topoli brązowy medal mistrzostw Europy juniorek do 20 lat. Wkrótce awansowała do ścisłej czołówki czechosłowackich szachistek. Siedmiokrotnie zdobyła medale indywidualnych mistrzostw kraju: 3 złote (1984, 1987, 1990) oraz 4 brązowe (1982, 1983, 1988, 1991). Pomiędzy 1988 a 1994 r. czterokrotnie uczestniczyła w szachowych olimpiadach (w 1994 r. w drużynie Czech). Była również reprezentantką kraju na drużynowych mistrzostwach Europy (1992).
Odniosła kilka sukcesów w turniejach międzynarodowych, m.in.:
- dz. I m. w Nałęczowie (1987, wspólnie z Eugenią Ghindą(inne języki) i Hanną Ereńską),
- II m. w Pradze (1990, za Bożeną Sikorą Giżyńską),
- dz. II m. w Pradze (1991,. za Ałłą Grinfeld, wspólnie z Haną Kubíkovą(inne języki)),
- dz. I m. w Pradze (1992, wspólnie z Agnieszką Słabek i Bożeną Sikorą Giżyńską),
- I m. w Czeskich Budziejowicach (1994, memoriał Very Menchik)[5].

Najwyższy ranking w karierze osiągnęła 1 stycznia 1995 r., z wynikiem 2255 punktów zajmowała wówczas 2. miejsce (za Elišką Richtrovą) wśród czeskich szachistek. Od 2000 r. nie uczestniczy w turniejach klasyfikowanych przez Międzynarodową Federację Szachową.